# Kees de jongen (boek)

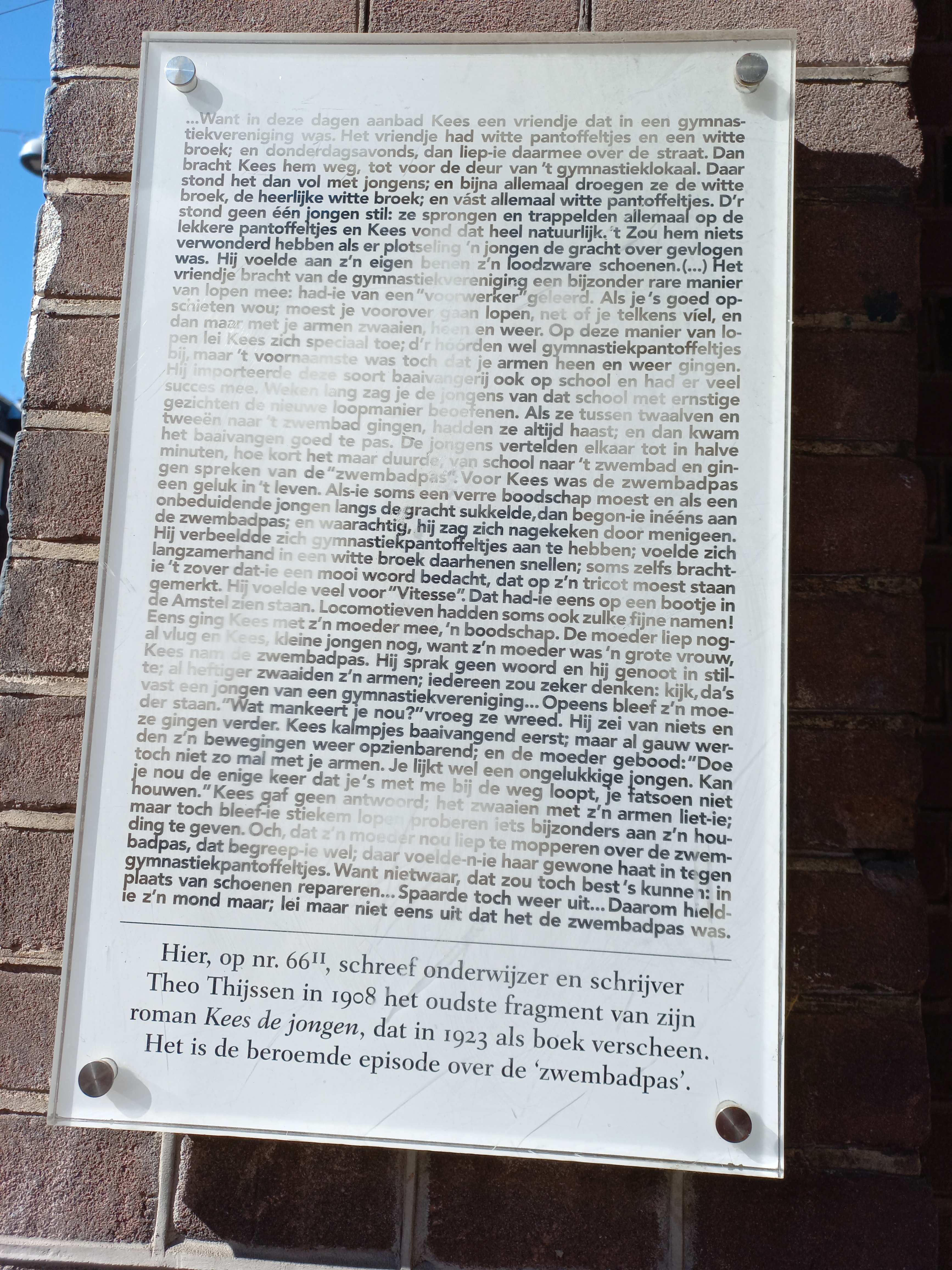
Plaquette Zwembadpas De Clercqstraat 66 (september 2024)

Kees de jongen (1923) is de bekendste roman van de Nederlandse schrijver Theo Thijssen, uitgegeven door C.A.J. van Dishoeck.

## Synopsis
Kees Bakels is een jongen die eind 19e eeuw opgroeit in Amsterdam als zoon van een schoenverkoper. Het boek beschrijft de lagereschooltijd van Kees, zijn eerste liefde (voor Rosa Overbeek) en zijn vriendschappen. Hij is ogenschijnlijk een gewone jongen aan het begin van de puberteit, al ziet hij zichzelf, zoals het hoort, als bijzonder. Die bijzonderheid uit zich vooralsnog echter vooral in zijn levendige fantasie. Over hoe alles zou kunnen gaan 'als'...
Hij ziet zichzelf in zijn fantasie als een 'jongen van stand', alhoewel uit het verhaal blijkt dat zijn ouders, als middenstanders, het zeker niet makkelijk hebben; zijn vader wordt ernstig ziek en Kees' fantasieën komen uiteindelijk tot niets als hij van school gaat om te gaan werken.

## Achtergrond
Thijssen slaagde erin om van Kees een jongen te maken waarin iedereen eigen jeugdherinneringen en -opvattingen terugvindt. Hoewel het boek niet autobiografisch is, zijn er raakvlakken te vinden met Thijssens autobiografie In de ochtend van het leven, zoals de vroege dood van zijn vader en de Jordaan van zijn jeugd.
Thijssen zei dat in zijn ogen eigenlijk ieder kind wel droomt dat zijn verborgen kwaliteiten worden ontdekt: vandaar de titel: 'Kees de jongen'.

## Zwembadpas
De zwembadpas is een speciale manier van lopen die Thijssen beschrijft in Kees de jongen. Het gaat hierbij om een manier om je snel te kunnen verplaatsen. Daarbij is het de kunst om te lopen alsof je voorover valt, terwijl je met je armen heen en weer zwaait.
De zwembadpas is een begrip geworden in de Nederlandse literatuur. Het wordt weleens gebruikt in gedichten, zo heeft Freek de Jonge er een liedtekst over geschreven, waar Boudewijn de Groot muziek voor componeerde en het ook opnam.
Het Theo Thijssen Museum organiseerde op 16 juni 2001 een Dag van de Zwembadpas  (met lezingen in de Amsterdamse Westerkerk en manifestaties op de Westermarkt). Hoogtepunt van de dag waren de Eerste Nederlandse Zwembadpaskampioenschappen.

## Navolging

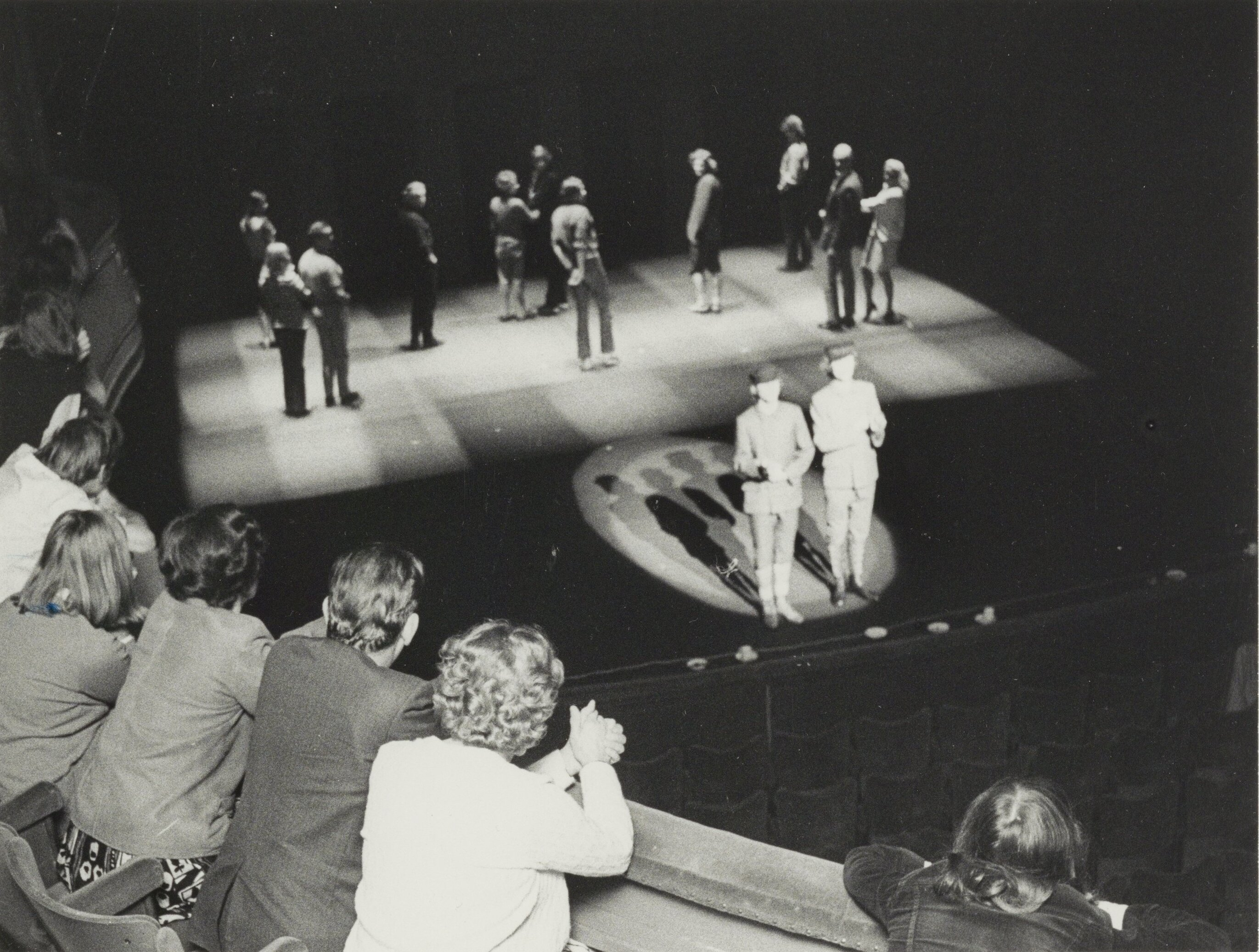
Toneelstuk Kees de jongen (1970)

Remco Campert laat in zijn boek Het leven is vurrukkulluk (1961) Kees, inmiddels verworden tot een haveloze grijsaard, nog eenmaal diens jeugdliefde Rosa Overbeek (inmiddels 'juffrouw van de retirade' in het Vondelpark) ontmoeten.  Gerben Hellinga bewerkte Kees de jongen in 1970 tot een toneelstuk, dat met veel succes werd opgevoerd. De rol van Kees werd daarin gespeeld door Wim van der Grijn en Hans Dagelet die respectievelijk de Kees-in-de-werkelijkheid en de Kees-in-diens-dagdromen vertolkten. In het boek 'De laatste held' van Rick de Leeuw wordt het boek meermalen vermeld. De Leeuw maakt er geen geheim van zich verwant te voelen met Thijssens romanheld.
In 2003 werd Kees de jongen verfilmd door André van Duren. De hoofdrol in de gelijknamige film Kees de jongen werd vertolkt door Ruud Feltkamp.
In 2004 zong Boudewijn de Groot over het latere leven van Kees in het nummer De zwembadpas op het album Het eiland in de verte. In 2011 bracht Frank Groothof, in samenwerking met De Kift en Kiki Heessels, Kees de jongen, dé Rockopera. De Kift schreef de muziek en Harrie Geelen schreef het script en de liedteksten.
In 2012 bracht uitgeverij Athenaeum - Polak & Van Gennep de roman Kees de jongen als graphic novel. De verstripping werd gemaakt door Dick Matena. Matena heeft in deze uitgave de integrale tekst van de oorspronkelijke roman behouden.
In september 2014 is bij Aerial Media Company een hertaalde versie van Kees de jongen verschenen. Auteur Tiny Fisscher vond het zonde als het boek door het intussen ouderwets geworden taalgebruik in de vergetelheid zou raken en maakte het boek ook toegankelijk voor jonge lezers (10+). Het originele verhaal en de ouderwetse sfeer heeft de auteur gehandhaafd.
In 2015 verscheen bij LibriVox een luisterversie gelezen door Bart de Leeuw.
Op 25 augustus 2017 ontving Geert Mak het eerste exemplaar van een Engelstalige editie van het boek onder de titel "Kees the boy". Taalkundige en docent Bas Voorhoeve heeft het initiatief genomen tot de vertaling. De vertaling is een printing-on-demand-uitgave. In 2019 verscheen de integrale tekst in het Duits als "Ein Junge wie Kees".
In Uit het leven van een hond (2019) van Sander Kollaard (winnaar Libris Literatuurprijs 2020) wordt Kees de jongen genoemd als een van de favoriete boeken van de hoofdpersoon. Ook wordt er in het boek van Kollaard uit Kees de jongen geciteerd.

### Gedenkteken
Op 20 september 2008 onthulde burgemeester Job Cohen een gedenkteken voor het boek. Deze plaquette bevat een deel van de oorspronkelijke tekst voor het Zwembadpasverhaal, dat Thijssen in zijn woning De Clerqstraat 66 te Amsterdam-West heeft geschreven. De schrijver woonde daar tussen 1906 en 1909. Het gedenkteken werd geplaatst ter viering van de honderdste verjaardag van het beginnen aan het boek. Het kleine monumentje hangt in het (openbare) trapportaal en werd gefinancierd door het Theo Thijssen Museum en de Theo Thijssen Stichting. Als men voldoende afstand neemt tot de plaquette wordt een portret van de schrijver zichtbaar.

## Canon van Amsterdam
- Kees de jongen is venster nummer 34 van de Canon van Amsterdam.